# Raouval
Raouval war eine französische Automarke.

## Unternehmensgeschichte
Das Unternehmen Société Mécanique Industrielle d’Anzin aus Anzin begann 1899 mit der Produktion von Automobilen, die als Raouval vermarktet wurden. 1902 endete die Produktion.

## Fahrzeuge
Das einzige Modell war mit einem Zweizylindermotor von Pygmée mit 8 PS Leistung ausgestattet. Der Motor hatte 2851 cm³ Hubraum mit einer Bohrung von 110 mm und einem Hub von 150 mm. Die Motorleistung wurde mittels Ketten an die Hinterachse übertragen. Es gab die Karosserieform Tonneau mit Platz für vier Personen.